# モデル圏
数学、特にホモトピー論において、モデル圏とは「弱同値」、「ファイブレーション」そして「コファイブレーション」と呼ばれる射のクラスを備えた圏のことである。これらは従来の位相空間の圏や、鎖複体の圏などから抽象化されたものである。この概念は1967年にダニエル・キレンによって導入された。
近年では、モデル圏の言語は代数的K理論や代数幾何学の一部において、ホモトピー論的アプローチによって深い結果を得るために使用されている。

## 動機
モデル圏はホモトピー論においての自然な設定を提供する: 通常のホモトピー構造を備えた位相空間の圏はモデル圏である。同様に、空間として捉えうる対象は、単体的集合の圏のように、しばしばモデル構造を持つ。
上と異なるモデル圏として、可換環RについてR-加群の鎖複体のなす圏がある。この文脈におけるホモトピー論はホモロジー代数に他ならない。ホモロジー代数をホモトピー論の一つの形として理解することで、群やR-代数などの対象にホモロジー論を一般化するという、一つの重要な応用が得られる。上記のホモロジー論の解釈のために、モデル圏についての探求はしばしばホモトピー代数として理解される。